# Den slaviska kvinnans avsked

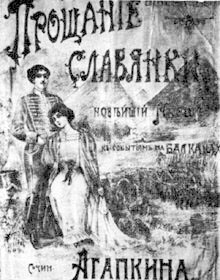
Omslaget till en av de första utgåvorna av Den slaviska kvinnans avsked

Den slaviska kvinnans avsked (ryska: Прощание славянки, Prosjtjanije slavjanki) är en rysk marsch komponerad av Vasilij Agapkin år 1912 till minne av de bulgariska kvinnor som tog farväl av sina män som gav sig ut i första Balkankriget.

## Historia
Vissa menar att huvuddelen av marschen skrevs som antikrigspropaganda under det rysk-japanska kriget 1904-1905. Den blev  populär under första världskriget och var de vitas inofficiella nationalsång under ryska inbördeskriget. Före den prisbelönta filmen Och tranorna flyga visades på filmfestivalen i Cannes år 1958 trodde många felaktigt, att sången var förbjuden i Sovjetunionen på grund av dess monarkistiska och kontrarevolutionära kopplingar. Efter Sovjets fall har det politiska partiet Jabloko drivit en hittills resultatlös kampanj för att upphöja marschen till rysk nationalsång.